# 通霄漁港
通霄漁港，位於苗栗縣通霄鎮通西里，屬於第二類漁港；從事沿海之底流刺網漁業。主要漁獲為鰆、白帶、鯊、白口、參、午仔、西刀、烏魚、扁魚、厚唇等，年產量約有294公噸，價值新台幣2,944萬元，魚獲物30％運銷外縣市，10％於縣內銷售，60％於該港內進行拍賣。屬於典型小規模漁港。
陸上主要公共設施為漁具倉庫、晒網場、停車場、拍賣場及漁民活動中心等各一座。

## 沿革

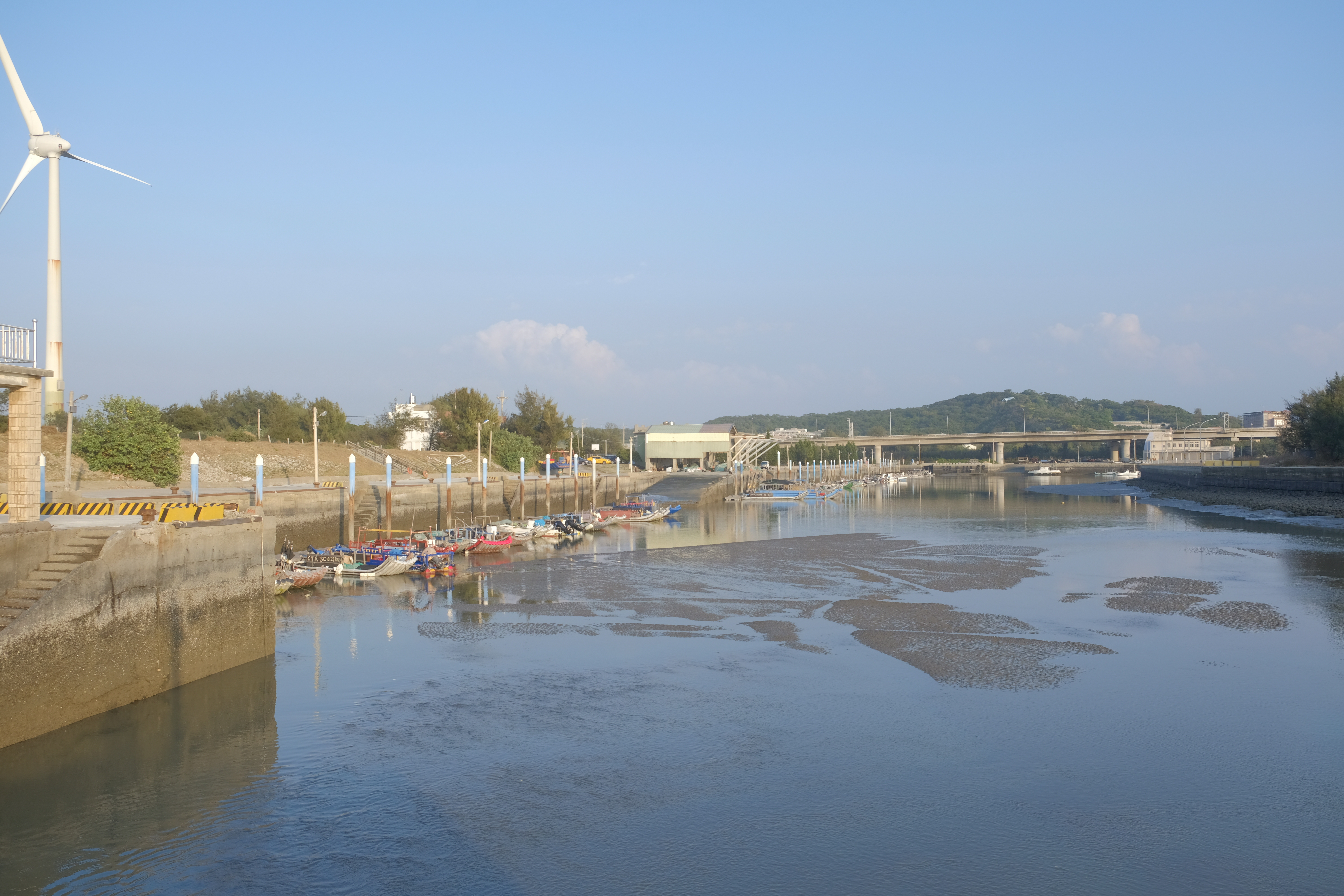
通霄漁港乾潮時分

- 1980年 台電於該處建火力發電廠，致使封閉漁筏原有潮口航道
- 1982年 於北側開闢新潮口，築有導流堤180公尺、海堤261公尺、護岸220公尺與臨時台電工作船碼頭單座30公尺長，並交由縣府作為漁筏停泊用
- 1986年 與1987年實施第一期漁港建設方案，編列1750萬元，闢建碼頭324公尺，新建北防波堤200公尺，並浚渫泊地與航道設置檢管站
- 1993年 與1994年實施第二期漁港建設方案，編列1990萬元，延建北防波堤
- 1995年 編列2200萬元，延長南防波堤130 公尺，於航道內側興建碼頭120公尺及曳船斜道42公尺，疏浚航道與攔砂堤50公尺，泊地2.9公頃